# Albion
Pour les articles homonymes, voir Albion (homonymie).

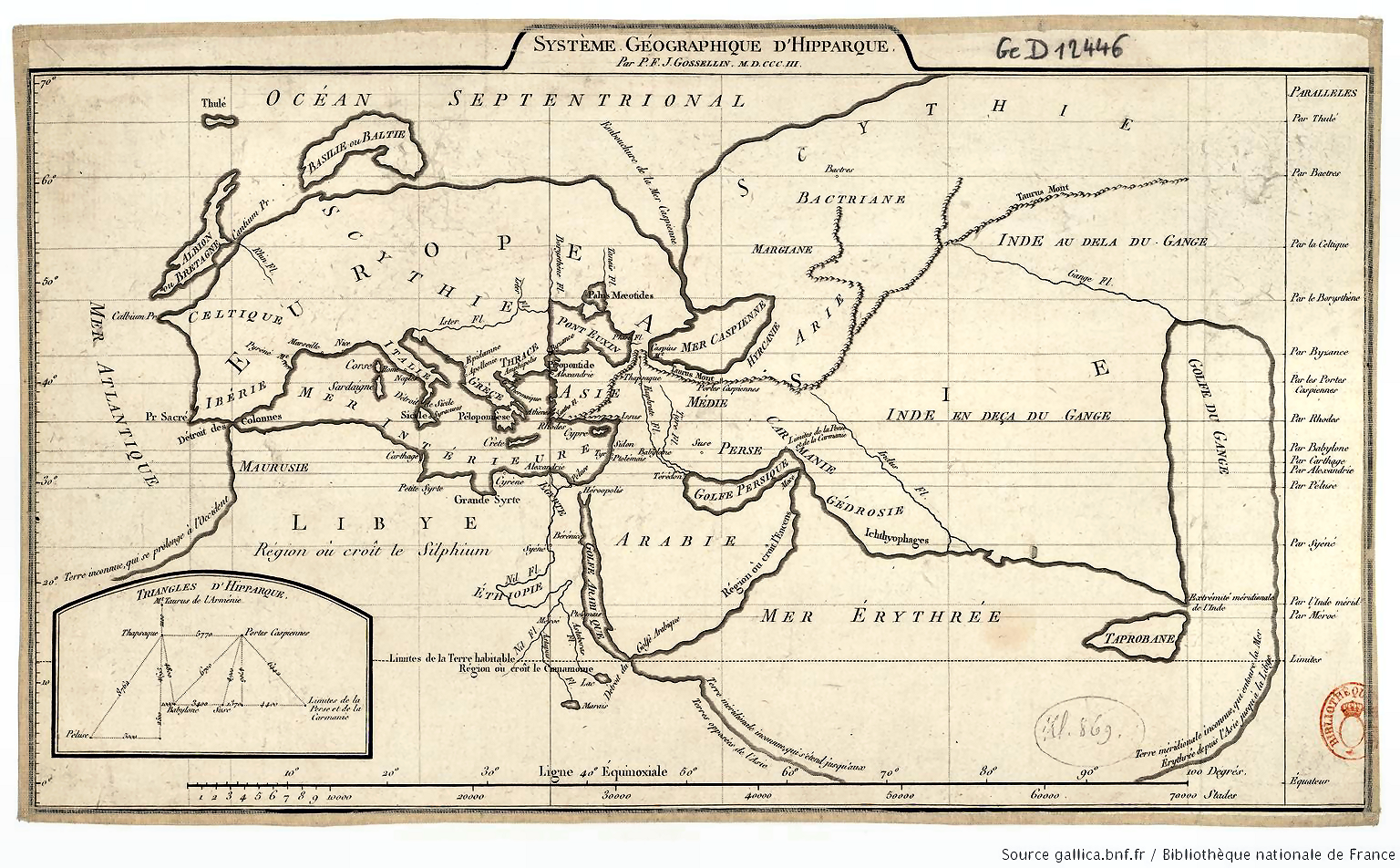
Restitution de la carte d'Hipparque (carte vers 150 av. J.-C.). Mention d'Albion ou Bretagne

Albion (du grec ancien : Ἀλϐίων / Albíon) est un ancien nom de la Grande-Bretagne. C'est également l'un des Géants de la mythologie grecque, fils de Neptune.

## Histoire
En 730, Bède le Vénérable ouvre ainsi son Histoire ecclésiastique du peuple anglais : « La Bretagne est une île de l'Océan qui autrefois se nommait Albion ».
Le récit des Grands Géants, du XIIIe siècle, en ancien français, raconte un épisode supposé se dérouler 3 970 ans après la création du monde, en l'an 1136 avant la naissance du Christ : Albine, l'aînée des trente filles du roi de Grèce, condamnée à s'exiler, arrive sur une île déserte et inconnue, qu'elle appelle Albion. Brutus ou Brut est censé intervenir deux cent soixante ans plus tard, comme le dit la chronique. Ce récit appartient à la légende des origines des peuples et souverains de l'île de Bretagne, dont le texte le plus important reste le Roman de Brut (1150-1155, de Wace).
Le poète anglais Edmund Spenser (1552-1599), dans son épopée La Reine des fées donne le nom Albion comme étant l'ancêtre du peuple des Îles de Bretagne « Le puissant Albion, père du peuple vaillant et guerrier qui occupe les îles de Bretagne ».

## Signification actuelle
Albion est un alternatif à connotation poétique de la Grande-Bretagne ou de l'Angleterre. C'est une hellénisation renaissante du nom antique de la Grande-Bretagne, Alba. Ce nom d'Alba désigne toujours (en Irlande, en Bretagne, en Galles) le tiers nord de l'île (c'est-à-dire l'Écosse), et sa signification, en passant à la forme « Albion », a été étendue à l'ensemble de l'île. En France, le Royaume-Uni, la Grande-Bretagne, ou l'Angleterre sont parfois appelés « la perfide Albion ».